# John Christie
John Christie   (14 de desembre de 1882 - 4 de juliol de 1962) va ser un propietari i productor teatral anglès. Va ser el fundador de la Glyndebourne Opera House i del Glyndebourne Festival Opera a la seva casa de Glyndebourne, a prop de Lewes a Sussex, el 1934.

## Biografia
Nascut en una família terratinent adinerada a Eggesford, Devon, Christie es va formar a l'Eton College i al Trinity College, després va passar set anys a Eton com a mestre. El seu avi era William Langham Christie. Va servir a les trinxeres a la Primera Guerra Mundial amb el Cos de rifles reials del rei, malgrat la ceguesa parcial, va ser guardonat amb la creu militar i va assolir el rang de capità. Després d'heretar la finca de Glyndebourne, va començar a desenvolupar-hi empreses locals des de 1920: el 1923, va adquirir la famosa empresa de construcció d'orgues de William Hill & Son & Norman & Beard Ltd., que va néixer al voltant del 1916 amb la progressiva fusió de les seves dues empreses constituents. La signatura va romandre en propietat de Christie fins a la seva desaparició a la dècada de 1990.
El 1931 es va casar amb la soprano canadenca Audrey Mildmay, i junts van planejar construir un teatre d'òpera com a annex de la casa principal. Això es va completar el 1934 i la primera temporada, que va comptar amb Le nozze di Figaro i Cosi fan tutte de Mozart, realitzat per Fritz Busch va ser un èxit immediat.
Durant els anys successius, Christie va continuar finançant l'Opera Glyndebourne Festival, però després de la Segona Guerra Mundial, durant la qual es va suspendre la temporada d'òpera, els costos es van tornar més difícils de suportar. Al final, però, va aconseguir patrocinis comercials, posant el Festival en una base sòlida i permetent-li aspirar als més alts estàndards artístics. El seu llegat és una institució que encara floreix i que rep aclamacions internacionals.
El 1954, John Christie va ser company d'honor per la seva consecució a Glyndebourne.
Va morir a Glyndebourne el 1962. Després de la mort de Christie, el festival va ser pres pel seu fill Sir George Christie i, posteriorment, pel seu net Gus Christie. Igual que el seu pare, Sir George també va ser company d'honor per la seva tasca a Glyndebourne. La fundació de John de Glyndebourne és el tema de l'obra biogràfica de 2015 The Moderate Soprano de David Hare.